# Trần Mạnh Hùng (cầu thủ bóng đá)
Trần Mạnh Hùng (sinh ngày 17 tháng 3 năm 1997) là một cầu thủ bóng đá chuyên nghiệp người Việt Nam hiện đang thi đấu ở vị trí tiền vệ cho câu lạc bộ Trường Tươi Bình Phước tại V.League 2.